# Boj o Český rozhlas (1945)
Boj o Český rozhlas byl konflikt v rámci pražského povstání na konci druhé světové války v květnu 1945. Probíhal v Praze v okolí ústřední budovy českého rozhlasu ve Vinohradské ulici. Trval čtyři dny a vyžádal si život 170 českých občanů.

## Průběh

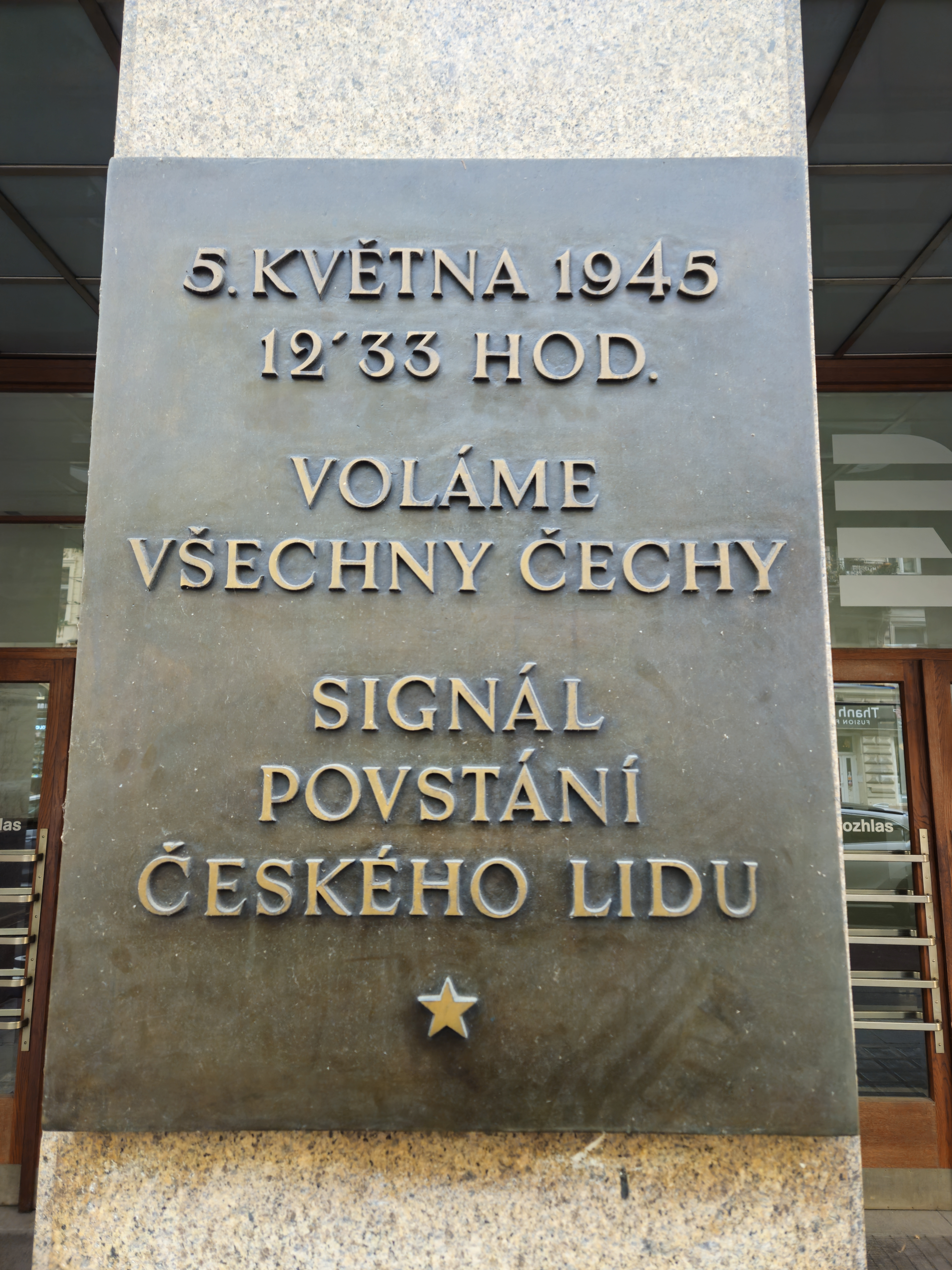
Památník na boj o rozhlas.

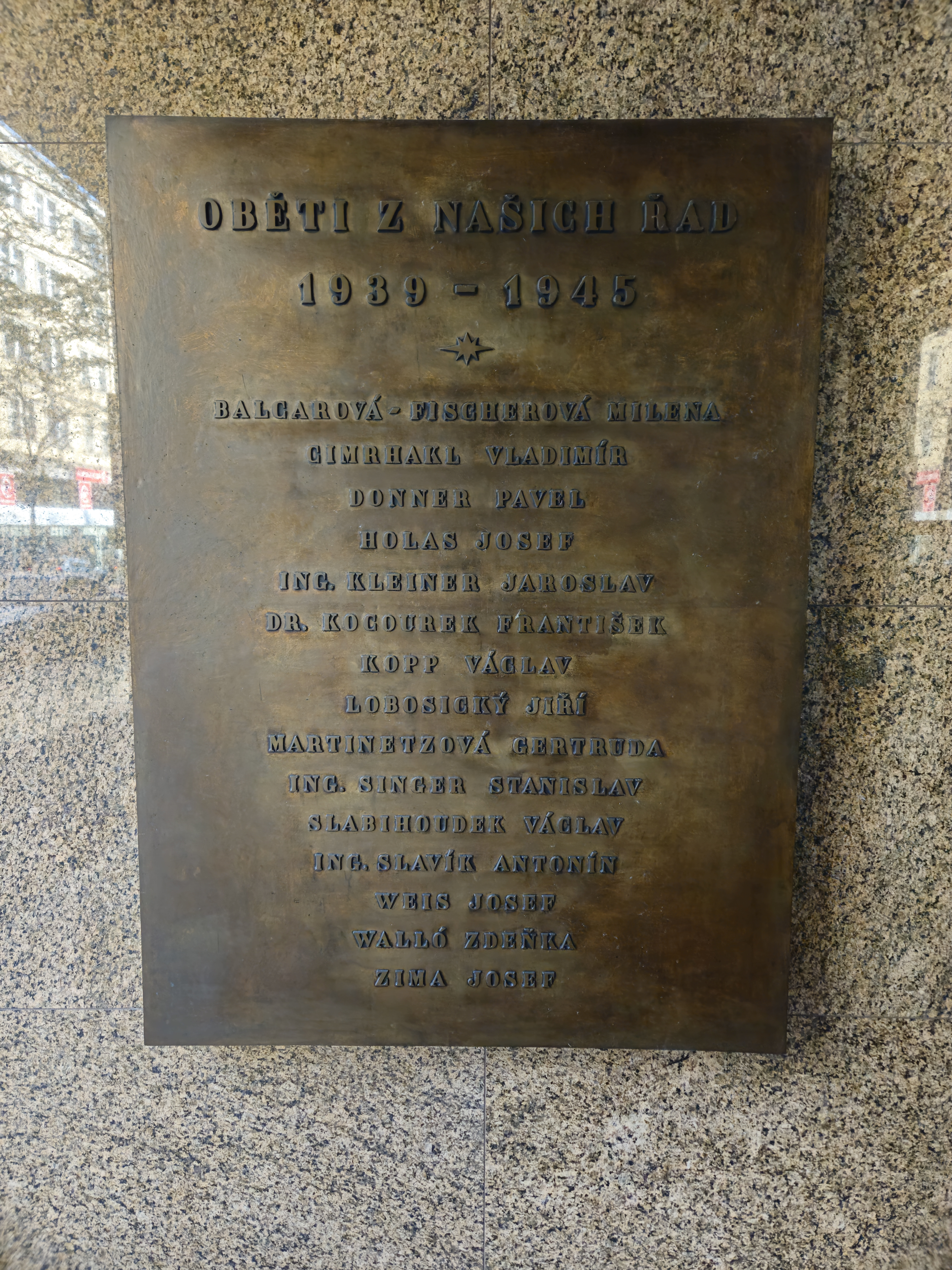
Jména osob spjatých s rozhlasem, které zemřeli ve válečných letech.

Dne 5. května 1945 v 6 hodin ráno začali pracovníci rozhlasu vysílat jen česky a hráli zakázané české písně. To působilo jako rozbuška a začalo Pražské povstání. Němci poslali proti rozhlasu jednotky SS, ale rozhlasu přicházeli na pomoc čeští policisté a jiní povstalci. Otakar Matoušek byl pověřenec ČNR pro řízení Českého rozhlasu 5. 5. 1945 - 25. 5. 1945. Tou dobou však v budově bylo 90 vojáků Waffen SS. Ti však bloudili, protože zaměstnanci odstranili německé nápisy.
První povstalci (jednotka šestnácti policistů) dorazili k rozhlasu ve 12:10. Policisté okamžitě vběhli dovnitř. Ve 12:15 začali pracovníci rozhlasu vyvěšovat spojenecké vlajky, které tam předtím propašovaly dvě statečné ženy. Povedlo se jim vyvěsit československou a americkou. Ve vyvěšení sovětské a britské jim zabránila německá palba. Ve 12:33 se z přijímačů ozvalo: „Voláme českou policii, české četnictvo a vládní vojsko na pomoc Českému rozhlasu!“ Tou dobou se již v budově těžce bojovalo. O chvíli později, ve 12:45, se proto éterem roznesla ještě zoufalejší výzva: „Voláme vše české na pomoc Českému rozhlasu, esesáci zde vraždí české lidi…!“ Waffen SS poslalo k rozhlasu posily, ale jejich vozidlo bylo rozstříleno povstalci. Češi vojákům sebrali zbraně a začali dobývat budovu. Bojovalo se o každou místnost, každý metr. U budovy umírali i němečtí civilisté, které zabil granát (omylem hozený příslušníky SS). Na pomoc povstalcům přišli i příslušníci vládního vojska. V 18 hodin nakonec Němci kapitulují.
Následující dny se Němci snažili získat rozhlas zpět, nebo ho zničit. Nasadili tanky, z Hlavního nádraží z pancéřového vlaku střílely kanóny. V podvečer 6. května shodil letoun Messerschmitt Me 262 na hlavní budovu rozhlasu čtvrttunovou pumu. Ta zcela zničila vstupní halu a přilehlé místnosti i vysílací techniku. Rozhlas ale umlkl jen nakrátko, ještě téhož dne se ozval z provizorního studia v budově Husova sboru. 7. května začaly českým bojovníkům docházet náboje. Povstalci začali pociťovat nedostatek zbraní, proto jim byla poslána na pomoc revoluční tanková jednotka, která odrazila silný útok od Malešic. Němci znovu provedli nálet. Tentokrát za pomoci hloubkových letadel. Byl však neúspěšný. Ten samý den se ale povstalcům s výrazným přispěním dvou britských vojáků, účastníků povstání Williama Greiga a Thomase Vokese, podařilo vyjednat kapitulaci posádky 123 příslušníků zbraní SS ve škole v ulici Na Smetance a získat zde zásobu zbraní a munice. Němci na tomto místě s pomocí dvou kulometů blokovali z jedné strany přístup k rozhlasu.
8. května se Němcům nevedlo o moc lépe. Byli odraženi. Boje skončily až 9. května, kdy do Prahy vjela Rudá armáda. Téhož dne večer bylo slavnostně obnoveno vysílání nyní už Československého rozhlasu.
Dne 9. května v 18:55 skončilo vysílání revolučního rozhlasu z Husova sboru. Opětovné vysílání z původní budovy na Vinohradech bylo zahájeno v 19:05 téhož dne slavnostním pořadem.
Praha byla jediným osvobozovaným městem za druhé světové války, jehož svobodný rozhlas nepřestal vysílat ani v nejprudších bojích.